# NGC 6802
NGC 6802 (другое обозначение — OCL 114) — рассеянное скопление в созвездии Лисичка.
Этот объект входит в число перечисленных в оригинальной редакции «Нового общего каталога».